# Conlephasma enigma
Conlephasma enigma es una especie sin alas de insecto palo, la única especie del género Conlephasma; se encuentra en monte Halcón, en la isla filipina de Mindoro.
La especie es de colores vivos, los machos con un color verde-azulado oscuro en cabeza y patas y un cuerpo color naranja brillante con formas triangulares en la espalda. Las hembras son menos brillantes de color. Rocía un líquido de olor fuerte a través de unas glándulas ubicadas detrás de su cabeza para repeler depredadores.
La especie fue identificada cuando el entomólogo Oskar Conle le mostró a Marco Gottardo y Philipp Heller especímenes recolectados años antes.